# Корвет проєкту «Gowind»
Багатоцільовий корвет «Gowind» — це сімейство сталевих однокорпусних корветів, розроблене у 2006 році французькою компанією Naval Group, раніше відомою як DCNS, для проведення місій у прибережній зоні, боротьби з підводними човнами. Сімейство Gowind включає судна довжиною від 85 м до 102 м і водотоннажністю від 1000 т до 2500 т.
На «Gowind» можна розміщувати безпілотні літальні апарати , безпілотні наземні транспортні засоби та підводні безпілотники. Злітний майданчик дозволяє використовувати вертольот або безпілотні літальні апарати Camcopter S-100.

## Модифікації

### Gowind 1000
Gowind 1000 - це 1000-тонний корвет, який добре озброєний і швидкий. Він добре підходить для захисту, ескорту та ембарго місій. Gowind 1000 також може виконувати місії присутності, спостереження, розвідки та поліції.
Озброєння:
- 1 x 76-мм OTO Melara
- 2 x 20-мм автоматична гармата М621
- 8 x ПУ ЗРК MICA
- 4 x ПУ Exocet

### Gowind 2500
Багатоцільовий корвет Gowind 2500 призначений для спостереження, надводної та підводної боротьби, захисту та супроводу морських місій. Він також може виконувати місії присутності, морського нагляду та поліції проти торгівлі людьми та піратства.
Судно оснащене злітним майданчиком для вертольота та безпілотників.
Озброєння:
- 1 x 76-мм OTO Melara
- 2 x 20-мм автоматична гармата М621
- 16 x ПУ ЗРК MICA
- 8 x ПУ Exocet
- 2 x торпедні апарати

## Замовлення

### Єгипет
У 2014 році, Єгипет підписав контракт на закупівлю 4-х корветів у версії Gowind 2500. Перший корвет, ENS El Fateh (971), був доставлений до Єгипту у 2017 році та побудований французьким державним суднобудівником – компанією Naval Group.
Другий – ENS Port-Said (976), був спущений у вересні 2018-го року на суднобудівельній верфі в Александрії.
Третій - Al-Moez (981), спущений у травні 2019-го на корабельні в Александрії.
102-метрові єгипетські корвети оснащені бойовою системою SETIS і Panoramic Sensors and Intelligence Module, PSIM, а також 76-мм гарматою Oto Melara, вертикальними пусковими установками для ракет MICA від MBDA, та торпедними апаратами. Naval Group створила єгипетську дочірню компанію Alexandria Naval для забезпечення технічної підтримки доставлених суден. У травні 2020 року на судноверфі Alexandria було спущено на воду черговий корвет класу Gowind 2500.

### Румунія
Уряд Румунії оголосив тендер на будівництво корвету для ВМС Румунії у березні 2018-го року. Відповідно до умов підрядник має володіти суднобудівним заводом на території країни, а саме підприємство знаходитись у власності однієї з країн ЄС або НАТО. Наприкінці 2018-го року виробники запропонували уряду Румунії свої остаточні цінові пропозиції – Naval Group з проектом корвету Gowind 2500 запропонував ціну у 1,2 млрд євро за 4 корвети, а також модернізацію двох наявних у Румунії фрегатів та створення в країні центру з підготовки екіпажів на ці корвети і їх подальшого технічного обслуговування. Двоє інших учасників – італійська Fincantieri та голландська Damen Shipyards Group, запропонували за цей же пакет опцій 1,34 млрд євро та 1,25 млрд євро відповідно. При цьому сам бюджет на початку передбачав витратити на це 1,6 млрд євро. У липні 2019 міністр оборони Румунії Габріел Лес оголосив про вибір корветів проекту Gowind 2500, від французької суднобудівної компанії Naval Group, для ВМС Румунії. Контрактом передбачено отримання першого корабля вже за три роки, загалом термін контракту – 7 років. Серед ударного озброєння румунських корветів заплановано встановлення протикорабельних ракет Exocet MM40 Block 3 та зенітно-ракетних комплексів MBDA MICA VL.

### Аргентина
Аргентина замовила «Gowind» у варіанті OPV (“патрульний корабель прибережної зони”), класу “корвет” без ударного озброєння.

### Об’єднані Арабські Емірати
Під час візиту президента Франції Еммануеля Макрона до Об’єднаних Арабських Еміратів у 2017 році він заявив про підписання угоди з продажу двох корветів класу “Gowind” до цієї країни. Корвети “Gowind” будуть побудовані суднобудівною компанією “Naval Group”, в подальшому ОАЕ також можуть замовити ще два таких корабля.

### Малайзія
Головний фрегат Maharaja Lela спустили на воду 24 серпня 2017 року.

## Країни-оператори
- Аргентина — 3 патрульних корабля проєкту OPV-87.
- Єгипет — 3 у складі ВМС Єгипту. 1 будується.[6]
- Малайзія